# دائرة سيدي لخضر
دائرة سيدي لخضر إحدى دوائر الجزائر التابعة لولاية مستغانم. عاصمتها هي سيدي لخضر و تضم بلديات سيدي لخضر وحجاج وبن عبد المالك رمضان.

## قائمة الهياكل الشبانية في الدائرة
- دار الشباب سيدي لخضر لخضر مكي
- م.ر.ج سيدي لخضر بومهدي عبد القادر
- مخيم الشباب شاطئ الميناء الصغير بدون تسمية
- مخيم الشباب للوكالة الوطنية لتسلية الشباب الوحدة 13 بدون تسمية
- دار الشباب حجاج امحمد بن بدرة
- دار الشباب بن عبد المالك رمضان محمد بلمكي
- مركب رياضي جواري بن عبد المالك رمضان الشهيد مختاري علي